# Claramont e Poiet
Claramon Poiet (en francès Clermont-Pouyguillès) és un municipi francès situat al departament del Gers i a la regió d'Occitània.

## Demografia
| 1962                                       | 1968 | 1975 | 1982 | 1990 | 1999 | 2006 |
| ------------------------------------------ | ---- | ---- | ---- | ---- | ---- | ---- |
| 183                                        | 165  | 144  | 153  | 158  | 158  | 152  |
| Des de 1962: població sense dobles comptes |      |      |      |      |      |      |

## Administració
| Període   | Identitat     | Partit |
| --------- | ------------- | ------ |
| 2001-2008 | Michel Pirès  |        |
| 2001-     | Vincent Cerès |        |